# Joshua Morodion
Joshua Philipp David Morodion (ur. 2001) – niemiecki zapaśnik walczący w stylu wolnym. 
Zajął dziewiąte miejsce na mistrzostwach Europy w 2025. Trzeci na MŚ U-23 w 2023. Drugi na ME U-23 w 2022 i trzeci w 2023. Drugi na ME juniorów w 2021 roku.
Mistrz Niemiec w 2024; drugi w 2022; trzeci w 2019 roku.